# Abraham Snellinck
Pour les articles homonymes, voir Snellinck.
Abraham Snellinck, baptisé le 13 août 1597 à Anvers et mort en 1661, est un peintre de l'École flamande.

## Biographie
Baptisé le 13 août 1597 à Anvers, il est le fils et l'élève de Jan Snellinck I, ou peut-être de Jan Snellinck II. Maître d'un studio en 1638, il épouse Anna Maria Richardi la même année. Ils ont un fils, Frans, un peintre qui devient moine en 1669.